# Nogales (Hiszpania)
Nogales – gmina w Hiszpanii, w prowincji Badajoz, w Estramadurze, o powierzchni 80,66 km². W 2011 roku gmina liczyła 701 mieszkańców.